# 非主流 (網絡文化)
非主流（英文：alternative、non-mainstream）是和主流（英文：mainstream）相对的概念。作为一个抽象的概念，它很难被具体定义；也没有普遍和一直地认识。字面上，非主流能够代指一切和“主流”相对的事物，即同时期的同类事物中，只被少数人群接受和认可的；包括已经式微的或新兴的事物。

## 网络现象
在中國，非主流更多的是指一种特别的网络现象（也指相关人群），通常根据拼音首字母简写为“FZL”，以区别“非主流”一词的广泛意义。这种网络现象的具体表现非常容易辨识。但相对地，要指出其思想核心则比較困難。

## 来自各方面的观点
部分網民称之为文化现象，部分称之为反文化现象或认为不能和文化联系在一起。這點可從各論壇帖子中獲得訊息。
由于以年龄主导的各种差异（包括思维方式，知识结构，交流平台等），“FZL”很少能被传统媒体的发言者所接触和理解。所以通常传统媒体对“FZL”采取温和和观望的态度，但同时对其报道常大篇幅引用教师，家长和专家的观点，将其和火星文、应试教育、青少年心理问题以及早恋等不当性行为联系在一起。虽然这些联系过为严肃，有时被认为偏颇和勉强，但“FZL人群”自身对此并不多加关心，也很少公开表示反对。
在网络中曾经一度有人激烈的指控“FZL”败坏风气，并将其通过谐音贬为“肥猪油”、“肥猪流”、“肥猪瘤”等。这些指控也往往被“FZL人群”所漠视，少数的抗辩者也并不活跃。因为指控者来自不明确的阵营，以及“FZL”的消极态度，所以没有引发大规模的论战。

### 与潮流人士关系
一般来说，潮流人士对“FZL”采取轻蔑的态度，将其视为低级品味的代表；一部分人认为“FZL”人群是贫穷和虚荣心混合的产物。非常自相矛盾地，“FZL”认为自己也是潮流人士。但不可否认，二者的界限正在逐步淡化。

### 与朋克的关系
如对其他事物一样，朋克非常激进地反对“FZL”。但是“FZL”同样对朋克文化表现出了极大的包容性。

### 与隐蔽青年的关系
通常都是製造隐蔽青年的禍源。

### 与视觉系的关系
在视觉外观上，部分“FZL”的确表现出与日本视觉系（Visual Kei）局部的相似或模仿（如夸张的发型，浓艳的妆容，穿孔等），视觉系粉絲认为“FZL”仅仅是低劣地模仿与歪曲了视觉系真正的文化意义与内涵，同时误导了普通大众对视觉系的理解。

## 参看
- 早恋
- 劲舞团
- P图
- 火星文
- MK文化